# 2014년 동계 패럴림픽
2014년 동계 패럴림픽(영어: 2014 Winter Paralympics, XI Paralympic Winter Games, 러시아어: Зимние Паралимпийские игры 2014)은 러시아 소치에서 2014년 3월 7일부터 3월 16일까지 개최된 동계 패럴림픽이다. 2007년 7월 4일, 국제 올림픽 위원회는 러시아 소치를 개최지로 선정하였다. 이는 러시아에서 열리는 첫 패럴림픽이며, 처음으로 스노우보드 종목이 대회 종목 내에 포함되었다.

## 개최지 선정
국제 올림픽 위원회와 국제 패럴림픽 위원회는 2001년 협의를 통해 2014년 동계 올림픽의 개최지에서 2014년 동계 패럴림픽도 함께 개최하기로 협약하였다. 2007년 7월 4일 과테말라의 과테말라시티에서 열린 119차 IOC 총회에서 투표를 통해 러시아 소치가 2014년 동계 올림픽 및 동계 패럴림픽 개최지로 선정되었다.
| 도시       | 국가 (올림픽 위원회) | 1차 | 2차 |
| 소치       | 러시아               | 34  | 51  |
| 평창       | 대한민국             | 36  | 47  |
| 잘츠부르크 | 오스트리아           | 25  | —   |

## 대회 조직

### 경기장

메달의 광장 주변의 경기장 시설을 보여주는 올림픽 공원 조감도

2014년 동계 패럴림픽 경기장은 다음과 같다.
| 경기장                          | 위치                              | 종목                          | 수용인원 | 참조  |
| ------------------------------- | --------------------------------- | ----------------------------- | -------- | ----- |
| 올림픽 경기장                   | 소치 해변                         | 개막식, 폐막식 및 메달 수여식 | 40,000   | [ 2 ] |
| 샤이바 아레나                   | 소치 해변                         | 아이스 슬레지 하키            | 7,000    | [ 3 ] |
| 아이스큐브 컬링센터             | 소치 해변                         | 휠체어 컬링                   | 3,000    | [ 4 ] |
| 로라 바이애슬론 & 스키 콤플렉스 | 크라스나야폴랴나 (Psekhako Ridge) | 바이애슬론, 크로스컨트리 스키 | 7,500    | [ 5 ] |
| 로자 후토르 스키 센터           | 크라스나야폴랴나 (Aibga Ridge)    | 알파인 스키                   | 7,500    | [ 6 ] |
| 로라 쿠토르 익스트림 파크       | 크라스나야폴랴나 (Aibga Ridge)    | 스노우보드                    | 6,250    | [ 1 ] |

### 마스코트
2011년 2월 7일, 10종의 올림픽 및 3종의 패럴림픽 후보 디자인이 대중에 공개되었으며, 2011년 2월 26일 최종 결정되었다. 밴쿠버 올림픽 이후 세 번째로 올림픽과 패럴림픽 마스코트가 동시에 공개된 사례이다. 2014년 동계 패럴림픽의 공식 마스코트로 선정된 한줄기빛과 눈꽃송이는 외계에서 왔다. 불의 소년인 ‘한줄기빛’은 불꽃 모양의 머리카락을 가지고 있으며 열기가 가득한 행성에서 왔다. 반면, 눈의 소녀인 ‘눈꽃송이’는 눈의 결정을 닮았으며 얼음으로 뒤덮인 행성에서 왔다고 한다.

## 대회 진행

### 종목
2014년 동계 패럴림픽은 다음과 같은 세부 종목으로 구성된다.
- 알파인 스키 (32)
- 바이애슬론 (18)
- 크로스컨트리 스키 (20)
- 아이스 슬레지 하키 (1)
- 휠체어 컬링 (1)

### 참가국
2014년 동계 패럴림픽에 참가한 국가는 총 45개국이다. 2010년 동계 패럴림픽에 참가했던 국가 가운데 헝가리, 남아프리카 공화국은 참가하지 않았다. 브라질, 터키, 우즈베키스탄 3개국이 처음으로 동계 패럴림픽에 참가했다.
- 안도라 (1)
- 아르헨티나 (3)
- 아르메니아 (1)
- 오스트레일리아 (9)
- 오스트리아 (13)
- 벨라루스 (10)
- 벨기에 (2)
- 보스니아 헤르체고비나 (2)
- 브라질 (2)
- 불가리아 (2)
- 캐나다 (54)
- 칠레 (2)
- 중화인민공화국 (11)
- 크로아티아 (2)
- 체코 (18)
- 덴마크 (2)
- 핀란드 (13)
- 프랑스 (14)
- 독일 (13)
- 영국 (12)
- 그리스 (1)
- 아이슬란드 (2)
- 이란 (1)
- 이탈리아 (34)
- 일본 (20)
- 카자흐스탄 (5)
- 멕시코 (1)
- 몽골 (1)
- 네덜란드 (7)
- 뉴질랜드 (3)
- 노르웨이 (32)
- 폴란드 (8)
- 루마니아 (1)
- 러시아 (68) (개최국)
- 세르비아 (1)
- 슬로바키아 (16)
- 슬로베니아 (1)
- 대한민국 (27)
- 스페인 (7)
- 스웨덴 (22)
- 스위스 (8)
- 튀르키예 (2)
- 우크라이나 (23)
- 미국 (74)
- 우즈베키스탄 (2)

## 메달 집계
| 순위 | 국가       | 금메달 | 은메달 | 동메달 | 합계 |
| ---- | ---------- | ------ | ------ | ------ | ---- |
| 1    | 러시아     | 30     | 28     | 22     | 80   |
| 2    | 독일       | 9      | 5      | 1      | 15   |
| 3    | 캐나다     | 7      | 2      | 7      | 16   |
| 4    | 우크라이나 | 5      | 9      | 11     | 25   |
| 5    | 프랑스     | 5      | 3      | 4      | 12   |
| 6    | 슬로바키아 | 3      | 2      | 2      | 7    |
| 7    | 일본       | 3      | 1      | 2      | 6    |
| 8    | 미국       | 2      | 7      | 9      | 18   |
| 9    | 오스트리아 | 2      | 5      | 4      | 11   |
| 10   | 영국       | 1      | 3      | 2      | 6    |

## 방송사
- 패럴림픽 - 올림픽 방송 서비스
  - 패럴림픽 유튜브 채널 (실시간 & 하이라이트)
- 일본 - NHK, 민방 (TV도쿄, TV아사히)
- 대한민국 - KBS 1TV, KBS 2TV, KBS 24시 뉴스, MBC TV, SBS TV
  - 대한장애인체육회TV 보관됨 2022-09-03 - 웨이백 머신
- 중국 - 중국중앙텔레비전
- 영국 - 채널 4
- 미국 - NBC
- 스페인 - TVE
- 프랑스 - 프랑스 텔레비지옹
- 이탈리아 - 이탈리아 방송 협회
- 폴란드 - 폴란드 텔레비전
- 중동아시아 - BeIN Sports
- 오스트레일리아 - 세븐 네트워크
- 라틴 아메리카 - Claro Sports
- 사하라 이남 아프리카 - TV5Monde
- 남아공 - SABC
- 브라질 - 헤지 글로부
- 멕시코 - 텔레비사
- 칠레 - 텔레비시온 나시오날 데 칠레

## 사건 및 논란

### 크림 위기
2014년 동계 패럴림픽을 앞둔 상황에서 일어난 2014년 우크라이나 혁명 이후에 러시아 군인들이 우크라이나의 영토로 있던 크림반도를 장악했다. 이 소식을 접한 미국, 프랑스, 독일, 영국, 캐나다 등 다수의 서방권 국가들은 2014년 동계 패럴림픽 개막식에 정부 대표단을 파견하려던 계획을 취소했다. 한편 우크라이나는 패럴림픽 개막식에서 있었던 선수단 입장 행사에서 러시아의 크림반도 장악에 항의하는 표시로 기수 1명만 입장했다.

### 러시아의 도핑 스캔들
세계반도핑기구(WADA)는 2016년 7월에 공개된 독립 조사 보고서를 통해 러시아 정부가 2014년 소치 동계 올림픽과 2014년 소치 동계 패럴림픽에서 국가 차원의 도핑 스캔들을 일으킨 사실을 밝혀냈다. 세계반도핑기구의 독립 조사 보고서에 따르면 러시아 연방보안국(FSB) 요원들이 2014년 소치 동계 패럴림픽 기간 동안에 금지 약물 성분이 들어간 샘플을 깨끗한 샘플로 바꿔치기하는 수법을 벌였다고 한다.
러시아는 국가 차원의 도핑 스캔들과 관련된 여파로 인해 국제 패럴림픽 위원회(IPC)로부터 자격 정지 처분을 받게 되면서 2016년 리우데자네이루 하계 패럴림픽에서 참가가 금지되었다. 또한 2018년 평창 동계 패럴림픽에서는 중립 패럴림픽 선수 명의로 참가했다.

## 같이 보기
- 2014년 동계 올림픽